# Dallas (Georgia)
Dallas ist eine City und zudem der County Seat des Paulding County im US-Bundesstaat Georgia mit 11.544 Einwohnern (Stand: 2010).

## Geographie
Dallas liegt rund 40 Kilometer nordwestlich von Atlanta.

## Geschichte
Die Stadt wurde am 14. Mai 1852 gegründet und benannt nach George M. Dallas, dem US-Vizepräsidenten von 1845 bis 1849 unter James K. Polk.
Während des Amerikanischen Bürgerkriegs spielte die Stadt im Atlanta-Feldzug von Mai bis September 1864 eine größere Rolle, da hier die Schlacht von Dallas am 28. Mai 1864 stattfand. Daran erinnert heute das New Hope Church monument.

## Demographische Daten
Laut der Volkszählung von 2010 verteilten sich die damaligen 11.544 Einwohner auf 4.458 bewohnte Haushalte, was einen Schnitt von 2,55 Personen pro Haushalt ergibt. Insgesamt bestehen 4.970 Haushalte.
65,3 % der Haushalte waren Familienhaushalte (bestehend aus verheirateten Paaren mit oder ohne Nachkommen bzw. einem Elternteil mit Nachkomme) mit einer durchschnittlichen Größe von 3,14 Personen. In 42,4 % aller Haushalte lebten Kinder unter 18 Jahren sowie in 17,2 % aller Haushalte Personen mit mindestens 65 Jahren.
32,4 % der Bevölkerung waren jünger als 20 Jahre, 32,7 % waren 20 bis 39 Jahre alt, 22,0 % waren 40 bis 59 Jahre alt und 13,0 % waren mindestens 60 Jahre alt. Das mittlere Alter betrug 31 Jahre. 45,4 % der Bevölkerung waren männlich und 54,6 % weiblich.
61,1 % der Bevölkerung bezeichneten sich als Weiße, 31,2 % als Afroamerikaner, 0,4 % als Indianer und 1,3 % als Asian Americans. 3,0 % gaben die Angehörigkeit zu einer anderen Ethnie und 3,0 % zu mehreren Ethnien an. 7,2 % der Bevölkerung bestand aus Hispanics oder Latinos.
Das durchschnittliche Jahreseinkommen pro Haushalt lag bei 48.920 USD, dabei lebten 15,1 % der Bevölkerung unter der Armutsgrenze.

## Sehenswürdigkeiten
Das Paulding County Courthouse und die Pickett’s Mill Battlefield Site sind im National Register of Historic Places gelistet.

## Verkehr
Dallas wird vom U.S. Highway 278 sowie von den Georgia State Routes 6, 61, 120 und 381 durchquert. Der nächste Flughafen ist der rund 60 Kilometer südöstlich gelegene Hartsfield–Jackson Atlanta International Airport.

## Kriminalität
Die Kriminalitätsrate lag im Jahr 2010 mit 255 Punkten (US-Durchschnitt: 266 Punkte) im durchschnittlichen Bereich. Es gab einen Mord, eine Vergewaltigungen, fünf Raubüberfälle, 34 Körperverletzungen, 83 Einbrüche, 236 Diebstähle und 29 Autodiebstähle.